# 魏迪希斯格拉本河 (美因河支流)
50°06′52″N 10°58′02″E / 50.114460°N 10.967334°E
魏迪希斯格拉本河（德語：Weidigsgraben），是德國的河流，位於該國東南部，由巴伐利亞負責管轄，屬於美因河的右支流，河道全長2.1公里，發源自巴特施塔弗爾施泰因。